# Krullsbach
Der Krullsbach ist ein orografisch rechtes Nebengewässer der Lutter in Nordrhein-Westfalen, Deutschland. Er hat eine Länge von 8,5 km.

## Flussverlauf
Der Krullsbach entspringt knapp auf dem Gebiet der Stadt Bielefeld südwestlich des Stadtteils Ummeln in einem landwirtschaftlich genutzten Bereich und übertritt bereits nach wenigen hundert Metern die Stadtgrenze von Gütersloh. Aus nordöstlicher Richtung kommend durchzieht das Gewässer daraufhin zentral den Gütersloher Ortsteil Isselhorst.
Der Krullsbach passiert daraufhin in westliche Richtung abfließend die 1967 in Betrieb genommene Kläranlage „Obere Lutter“ und durchquert in diesem Bereich vor allem parklandschaftlich geprägtes Gelände. Anschließend tangiert er im Süden den Gütersloher Ortsteil Niehorst, übertritt im weiteren Verlauf die Grenze der Stadt Harsewinkel und mündet schließlich östlich des Ortsteils Marienfeld in die Lutter.
Das Gewässer überwindet während seiner Fließstrecke einen Höhenunterschied von 18 Metern, somit ergibt sich ein mittleres Sohlgefälle von 2,1 ‰.

## Gewässerstruktur
Vor allem im Oberlauf zeigt sich der Krullsbach an vielen Stellen als grabenartig ausgebautes und wenig naturnahes Gewässer, das im Bereich Isselhorst auch zeitweise als Straßenseitengewässer geführt wird. Eine Verlegung und anschließende Renaturierung der Bachaue soll jedoch in naher Zukunft erfolgen.